# Boris Dubrowski
Boris Jakowlewicz Dubrowski (ros. Борис Яковлевич Дубровский; ur. 8 października 1939 w Moskwie, zm. 14 sierpnia 2023) – rosyjski wioślarz reprezentujący ZSRR, mistrz olimpijski i wicemistrz świata, a także trener.

## Kariera
Wystąpił na igrzyskach olimpijskich w Tokio w 1964, gdzie w parze z Olegiem Tiurinem zdobył złoty medal w dwójkach podwójnych. W wyścigu finałowym o 2,50 sekundy wyprzedzili osadę USA i o 3,57 sekundy osadę Czechosłowacji. Był to jego jedyny start olimpijski.
W tej samej konkurencji Tiurin i Dubrowski zdobyli też srebrny medal na mistrzostwach świata w Lucernie (1962). Ponadto w dwójkach zdobył również złoto na mistrzostwach Europy w Amsterdamie (1964), srebro na mistrzostwach Europy w Duisburgu (1965) oraz brąz na mistrzostwach Europy w Kopenhadze (1963).
Absolwent Wydziału Fizyki i Matematyki Moskiewskiego Zaocznego Instytutu Pedagogicznego. Odznaczony Medalem „Za pracowniczą dzielność” i tytułem Zasłużonego Mistrza Sportu ZSRR. Mistrz ZSRR w latach 1963-1965. Po zakończeniu kariery został trenerem i wykładowcą na Moskiewskim Uniwersytecie Państwowym im. M.W. Łomonosowa.